# Liste der Biografien/Tog
Liste der Biografien |
Portal Biografien |
Personensuche
# |
A |
B |
C |
D |
E |
F |
G |
H |
I |
J |
K |
L |
M |
N |
O |
P |
Q |
R |
S |
T |
U |
V |
W |
X |
Y |
Z |
?
 
Ta |
Tc |
Te |
Tf |
Tg |
Th |
Ti |
Tj |
Tk |
Tl |
Tm |
To |
Tq |
Tr |
Ts |
Tu |
Tv |
Tw |
Tx |
Ty |
Tz
 
Toa |
Tob |
Toc |
Tod |
Toe |
Tof |
Tog |
Toh |
Toi |
Toj |
Tok |
Tol |
Tom |
Ton |
Too |
Top |
Toq |
Tor |
Tos |
Tot |
Tou |
Tov |
Tow |
Tox |
Toy |
Toz
Die Liste der Biografien führt alle Personen auf, die in der deutschsprachigen Wikipedia einen Artikel haben. Dieses ist eine Teilliste mit 75 Einträgen von Personen, deren Namen mit den Buchstaben „Tog“ beginnt.

## Tog

### Toga
- Togamana, Culwick (* 1969), salomonischer Politiker und Umweltchemiker
- Togami, Shunsuke (* 2001), japanischer Tischtennisspieler
- Togane, Mohamud Siad (* 1947), somalisch-kanadischer Dichter und Friedensaktivist
- Toganoo, Etsuko, japanische Badmintonspielerin
- Toganoo, Shōichi (* 1947), japanischer Badmintonspieler
- Togashi, Cayman (* 1993), japanischer Fußballspieler
- Togashi, Kōichi (* 1971), japanischer Fußballspieler
- Togashi, Masahiko (1940–2007), japanischer Jazz-Schlagzeuger
- Togashi, Misuzu (* 1986), japanische Synchronsprecherin
- Togashi, Yoshihiro (* 1966), japanischer Mangaka
- Togashi, Yūta (* 1995), japanischer Fußballspieler
- Togashiki, Yūichi (* 1955), japanischer Jazzmusiker
- Togawa, Kenta (* 1981), japanischer Fußballspieler
- Togawa, Masako (1931–2016), japanische Schriftstellerin
- Togawa, Paul (1932–2018), US-amerikanischer Jazzmusiker
- Togawa, Shūkotsu (1871–1939), japanischer Literaturkritiker, Anglist und Essayist
- Togay, Can (* 1955), ungarischer Drehbuchautor, Filmregisseur und Schauspieler
- Togay, Erol (1950–2012), türkischer Fußballspieler und -trainer
- Togay, Nuri (1915–2002), türkischer Politiker, Sportfunktionär und der 16. Präsident des Sportklubs Beşiktaş Istanbul
- Togʻayev, Elmurod (* 1947), usbekischer Chemielehrer in Ishtixon

### Togd
- Togden Jampel Gyatsho (1356–1428), buddhistischer Abt

### Toge
- Tōge, Sankichi (1917–1953), japanischer Schriftsteller
- Togeby, Knud (1918–1974), dänischer Romanist
- Tögel, Gustav (1907–1981), österreichischer Fußballspieler
- Tögel, Hans-Jürgen (* 1941), deutscher Fernsehregisseur
- Tögel, Henning (1954–2013), deutscher Konzert- und Tourneeveranstalter
- Tögel, Hermann (1869–1939), deutscher Religionspädagoge und Autor
- Tögel, Jakob (* 1989), österreichischer Schauspieler
- Tögel, Tilman (1960–2019), deutscher Politiker (SPD), MdL
- Tögel, Walter (1921–1955), Todesopfer an der Sektorengrenze in Berlin vor dem Bau der Berliner Mauer

### Togg
- Toggenburg, Friedrich von (1866–1956), österreichischer Statthalter und Innenminister, italienisch-südtiroler Abgeordneter
- Toggenburg, Georg von (1810–1888), österreichischer Jurist und Politiker
- Toggenburg, Johann Rudolf von (1818–1893), Schweizer Jurist und Politiker
- Toggenburger, Kaspar (* 1960), Schweizer Künstler

### Togh
- Toghaibajew, Islam (1950–2012), kasachischer Politiker
- Toghan Timur (1320–1370), letzter Kaiser Chinas aus der Yuan-Dynastie
- Toghschanow, Jeraly (* 1963), kasachischer Politiker

### Togl
- Togliatti, Eugenio Giuseppe (1890–1977), italienischer Mathematiker und Hochschullehrer
- Togliatti, Palmiro (1893–1964), italienischer Politiker, Mitglied der Camera dei deputatiPalmiro Togliatti (1893–1964)

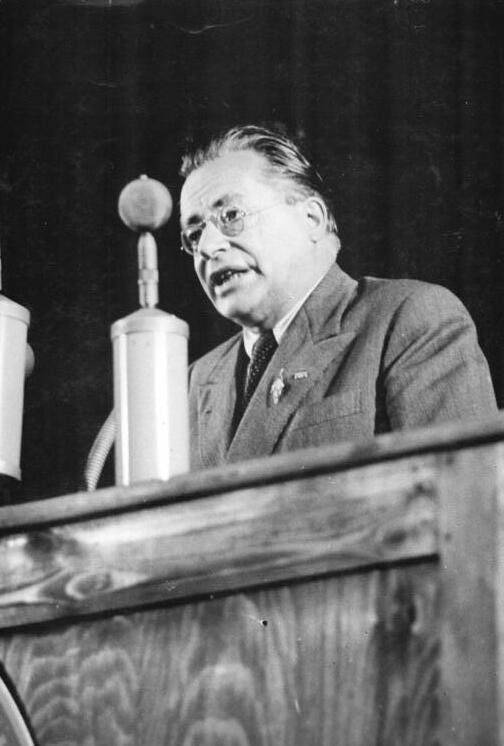
Palmiro Togliatti (1893–1964)

### Togn
- Togna, Domingas (* 1981), guinea-bissauische Leichtathletin
- Tognazzi, Ricky (* 1955), italienischer Schauspieler und Regisseur
- Tognazzi, Roberto (1899–1974), Bürgermeister von Venedig
- Tognazzi, Ugo (1922–1990), italienischer Schauspieler, Regisseur, Schriftsteller und Komödiant
- Tognazzini, Bruce (* 1945), US-amerikanischer Usability-Berater und Designer
- Togneri, Néstor (1942–1999), argentinischer Fußballspieler
- Tognetti, Domenico (1825–1911), Schweizer Anwalt, Richter, Politiker, Tessiner Grossrat und Staatsrat
- Tognetti, Fabio (* 1965), Schweizer Komponist
- Togni, Camillo (1922–1993), italienischer Komponist, Pianist und Musikpädagoge
- Togni, Ernesto (1926–2022), Schweizer Geistlicher, römisch-katholischer Bischof von Lugano
- Togni, Gianni (* 1956), italienischer Musiker
- Togni, Giuseppe (1903–1981), italienischer Politiker, Mitglied der Abgeordnetenkammer, Senator und Minister
- Togni, Olga von (1914–1992), österreichische Schauspielerin
- Togni, Peter-Anthony (* 1959), kanadischer Musiker und Komponist
- Togni, Ponziano (1906–1971), schweizerisch-italienischer Architekt, Maler, Zeichner und Wandmaler
- Tognini, Franco (1907–1980), italienischer Kunstturner
- Tognini, Michel (* 1949), französischer Astronaut
- Tognola, José, uruguayischer Fußballspieler
- Tognoli, Alberto (1937–2008), italienischer Mathematiker
- Tognon, Omero (1924–1990), italienischer Fußballspieler und -trainer
- Tognoni, Gina (* 1973), US-amerikanische Schauspielerin
- Tognoni, Rob (* 1960), australischer Bluesgitarrist
- Tognozzi, Luca (* 1977), italienischer Fußballspieler

### Togo
- Tōgō, Heihachirō (1848–1934), japanischer AdmiralTōgō Heihachirō (1848–1934)

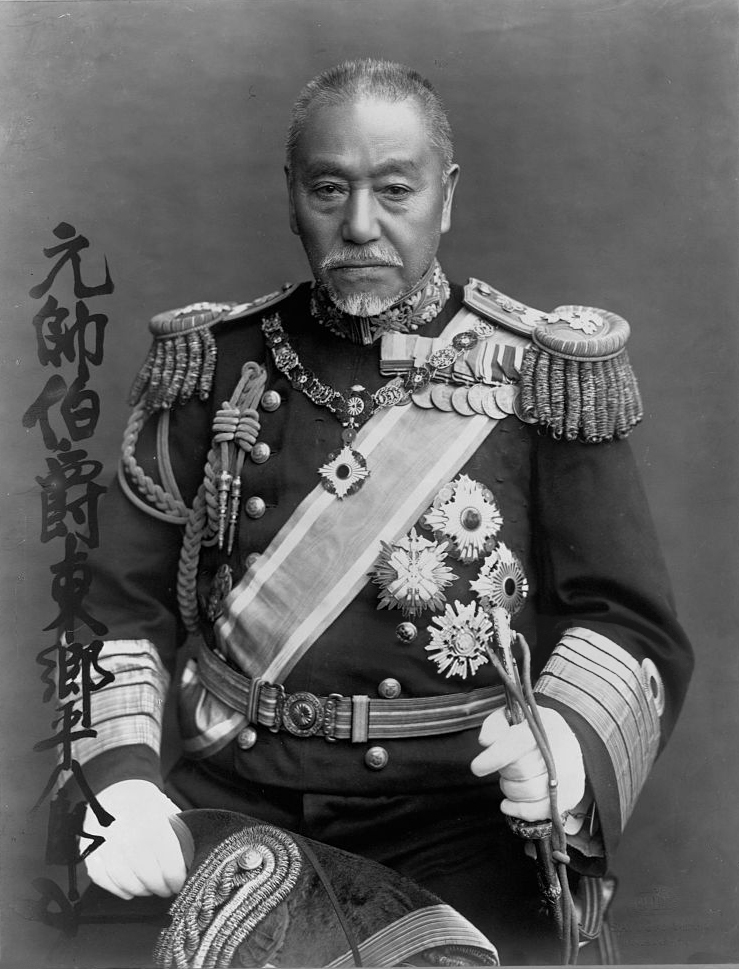
Tōgō Heihachirō (1848–1934)

- Togo, John († 2011), nigerianischer Rebellenführer
- Togo, Jonathan (* 1977), US-amerikanischer Schauspieler
- Tōgō, Seiji (1897–1978), japanischer Maler
- Tōgō, Shigenori (1882–1950), japanischer Politiker und Diplomat
- Togodumnus († 43), König der Catuvellaunen
- Tögöldör, Tuulchangain (* 1985), mongolischer Straßenradrennfahrer
- Togom, Nicholas Kipchirchir (* 1992), kenianischer Langstreckenläufer
- Togoshi, Magome, japanischer Komponist
- Togʻoyeva, Maxliyo (* 1992), usbekische Gewichtheberin

### Togs
- Tögstsogt, Njambajaryn (* 1992), mongolischer Boxer

### Togu
- Toguo, Barthélémy (* 1967), kamerunischer Maler, Fotograf und Bildschnitzer
- Togut, Elisa (* 1978), italienische Volleyballspielerin